# Delage Type C e D
Le Type C e Type D erano due autovetture di fascia medio-bassa prodotte dal 1906 al 1910 dalla Casa automobilistica francese Delage.

## Profilo
Queste due vetture introdotte nel 1906 rappresentavano la fascia medio-bassa della gamma Delage agli inizi della sua attività, la stessa che rappresentò la Type A appena un anno prima. Telaisticamente imparentate con quest'ultima, le Type C e D però si rivolgevano a una clientela più vasta, grazie alla sua motorizzazione ridotta rispetto a quella della Type A. Grazie a tale motorizzazione ridotta, la Type C e la Type D appartenevano alla categoria fiscale francese delle 6CV, mentre la Type A era una 9CV. Si poteva quindi risparmiare per quanto riguardava le tasse da pagare.

Ciò poneva le Type C e D come eredi della Type B, piuttosto che come vetture appartenenti a una nuova nicchia: lo dimostrò anche il fatto che esse dapprima affiancarono e poi sostituirono la Type B stessa.

Il motore delle Type C e D era un monocilindrico De Dion-Bouton da 697 cm³ di cilindrata, in grado di erogare una potenza massima di 7,5 CV.

La Type C fu prodotta solamente nel 1906, mentre la Type D le sopravvisse fino al 1910, anno in cui anch'essa fu tolta di produzione.

Furono le ultime Delage di fascia bassa: a partire dal 1910, i modelli che via via si susseguirono cominciarono un'escalation di cilindrate, divenendo sempre più potenti, costose ed esclusive.